# Clima tropical desèrtic
És una combinació entre el clima tropical i el clima desèrtic.

Vol dir que en un mateix lloc, ciutat o país no hi ha un clima si no dos, ja que es barregen.

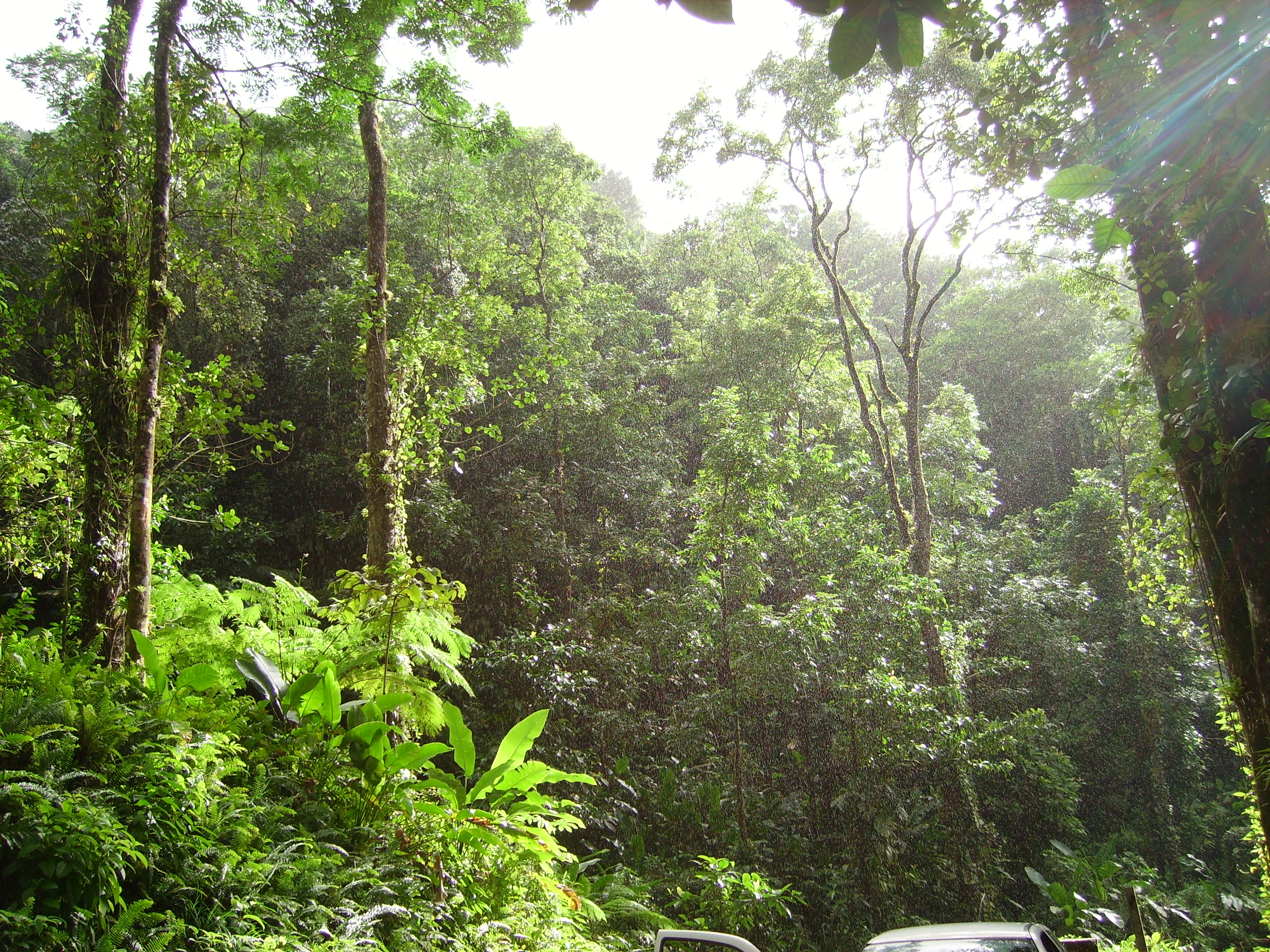
Un bosc del clima tropical
Un exemple de desert amb un clima desèrtic

- Clima Desèrtic: És un clima càlid, que té unes temperatures molt càlides (+ 25 °C) i amb grans contrastos durant la nit.[1] Es localitza al voltant dels tròpics de Càncer i Capricorni. Té unes precipitacions molt escasses (inferiors als 250 mm/any)[2] i concentrades a l'estiu. I la seva vegetació és molt pobra, només als oasis.[3]